# Cosmus-Jenny-Ruhe

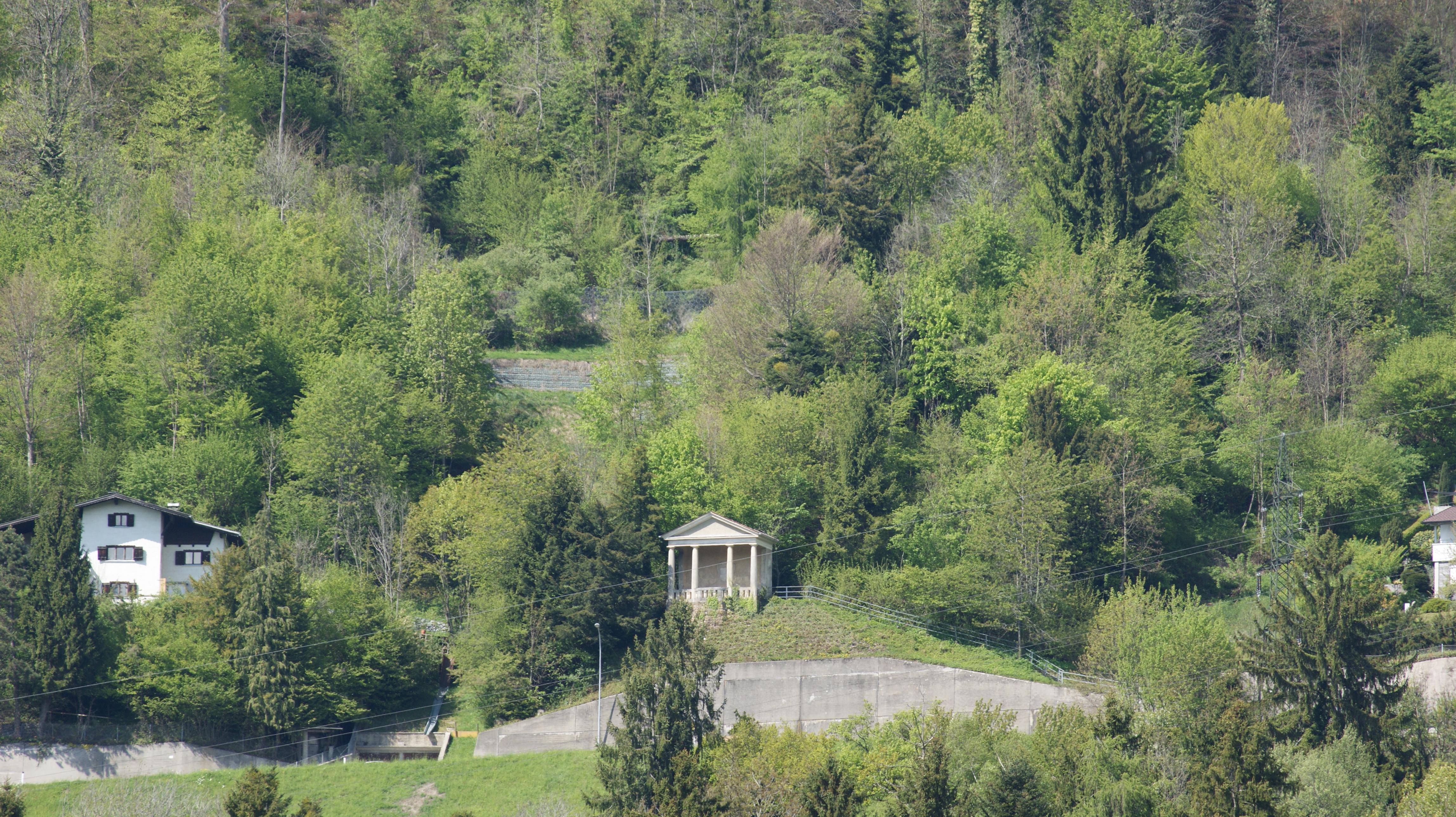
Cosmus-Jenny-Ruhe von Kennelbach aus fotografiert

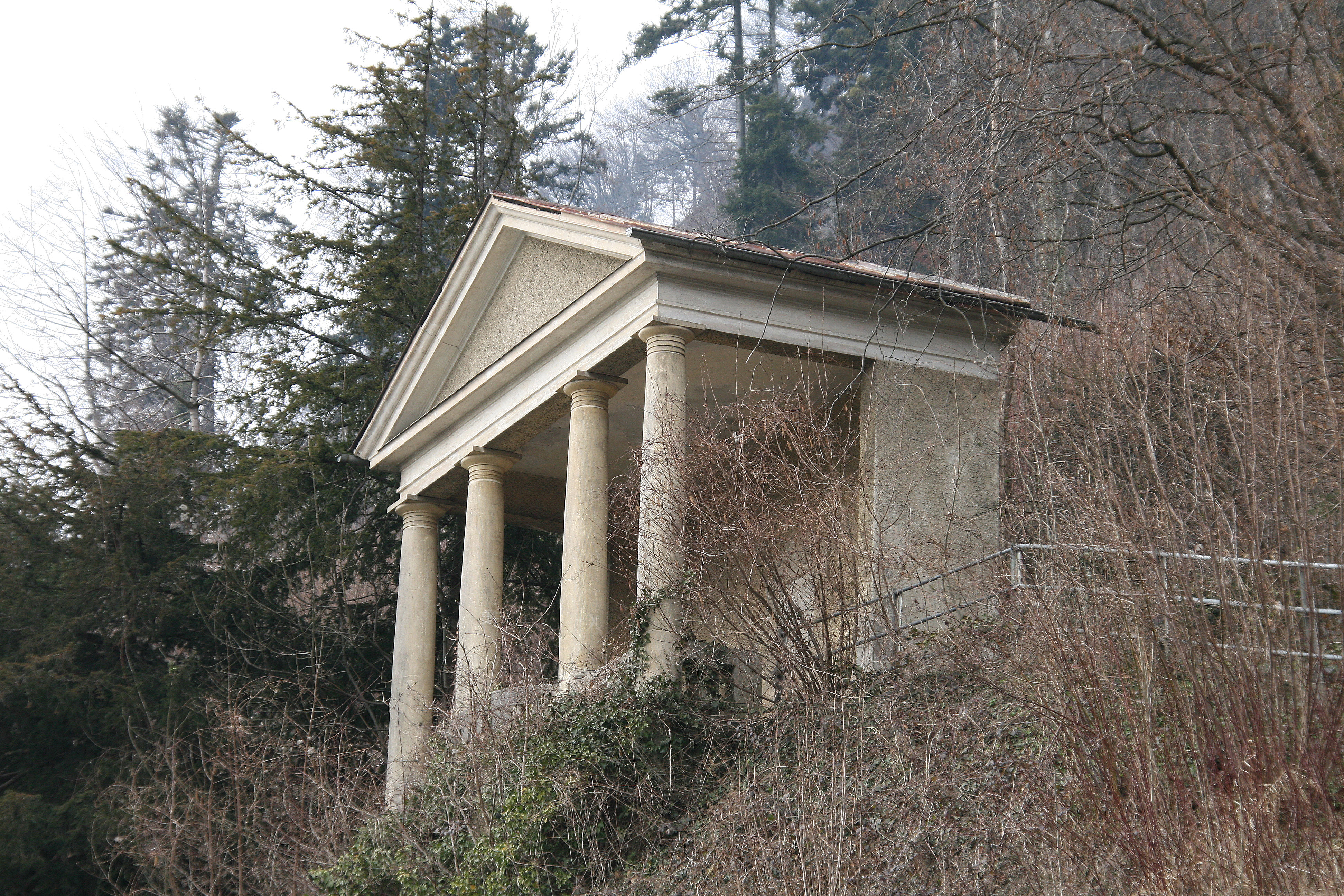

Der Aussichtspunkt Cosmus-Jenny-Ruhe (auch: Kosmus-Jenny-Ruhe) in Form eines antiken Tempels in der österreichischen Gemeinde Kennelbach, in Vorarlberg steht unter Denkmalschutz.

## Lage
Das Gebäude befindet sich etwa auf 533 m ü. A., etwa 10 Meter Luftlinie nördlich von der Langener Straße (auf 521 m ü. A.) zurückversetzt. Zum südlich gelegenen Dorfzentrum von Kennelbach sind es etwas 500 Meter, zur nordwestlich gelegenen Landeshauptstadt Bregenz sind es etwa 3 Kilometer und zum Dorfzentrum des nordöstlich gelegenen Langen bei Bregenz etwa 6 Kilometer Luftlinie.
Westlich, etwa 40 Meter entfernt, befindet sich das Gebäude Langenerstrasse 22, östlich, etwa 50 Meter entfernt, das Gebäude Langenerstrasse 16.

## Geschichte
Der Aussichtspavillon verdankt die Entstehung einer Spende der Unternehmer und Brüder Fritz und Kosmus Schindler anlässlich des Todes ihres Onkels Cosmus. Am 19. Juni 1906 informierten die Unternehmer den Verein für gemeinnützige Zwecke aus Kennelbach davon, dass sie ihnen 3000 Kronen zuwenden würden, worauf ein Viererkomitee bestellt wurde, um einen Bauplatz für den Aussichtspunkt zu ermitteln. Im April 1909 fand die Eröffnung des Aussichtspunktes statt.
Wie auch andere Bauten aus dieser Zeit der Textilfabrikanten in Vorarlberg, soll auch dieser Aussichtspavillon den Reichtum und die Macht der Fabrikantenfamilie darstellen (siehe z. B. auch die Villa Grünau, die bis 1950 Sitz der Fabrikantenfamilie Schindler war).

## Gebäude
Der Aussichtspunkt wurde vom Architekten Otto Mallaun 1909 entworfen. Der Stil des Gebäudes ist eine Andeutung eines antiken Tempels, wobei jedoch nur ein Gebäude im verkleinerten Maßstab und nur die offene Säulenhalle ausgeführt ist, ohne Innenraum. Der Aussichtspavillon wird nach römischem Vorbild von einem flachen Satteldach bedeckt.
Das Grundstück und das Gebäude steht seit 2001 im Eigentum der Familie Kiene.